# Juciely Cristina Silva Barreto
Juciely Cristina Silva Barreto; znana jako Juciely (ur. 18 grudnia 1980 r. w João Monlevade w Brazylii) – brazylijska siatkarka, reprezentantka kraju, grająca na pozycji środkowej.

## Sukcesy klubowe
Mistrzostwo Brazylii:
- 2002, 2004, 2011, 2013, 2014, 2015, 2016, 2017
- 2003, 2018
- 2010, 2024[3]

Klubowe Mistrzostwa Ameryki Południowej:
- 2013, 2015, 2016, 2017
- 2018

Klubowe Mistrzostwa Świata:
- 2013, 2017

Superpuchar Brazylii:
- 2015, 2016, 2017

Puchar Brazylii:
- 2016, 2017, 2020

## Sukcesy reprezentacyjne
Puchar Panamerykański:
- 2011

Mistrzostwa Ameryki Południowej:
- 2011, 2013, 2015

Grand Prix:
- 2013, 2016
- 2011, 2012
- 2015

Igrzyska Panamerykańskie:
- 2011

Volley Masters Montreux:
- 2013

## Nagrody indywidualne
- 2011: Najlepsza blokująca Superligi w sezonie 2010/2011
- 2013: Najlepsza blokująca Superligi w sezonie 2012/2013
- 2015: Najlepsza środkowa Grand Prix
- 2015: Najlepsza środkowa Mistrzostw Ameryki Południowej
- 2018: Najlepsza środkowa Klubowych Mistrzostw Ameryki Południowej